# جيم ماكنزي (مدير فني)
جيم ماكنزي (بالإنجليزية: Jim Mackenzie)‏ هو مدير فني أمريكي، ولد في 15 يناير 1930 في غاري في الولايات المتحدة، وتوفي في 28 أبريل 1967 في نورمان في الولايات المتحدة بسبب نوبة قلبية.